# Roger De Pauw
Roger De Pauw (27 de fevereiro de 1921) é um ex-ciclista belga. Competiu como representante de seu país nos Jogos Olímpicos de Verão de 1948, onde terminou em quinto lugar na prova tandem.